# Ренан (Берн)
Ренан (нем. Renan BE) — коммуна в Швейцарии, в кантоне Берн. 
Входит в состав округа Куртелари. Население составляет 824 человека (на 31 декабря 2006 года). Официальный код — 0441.

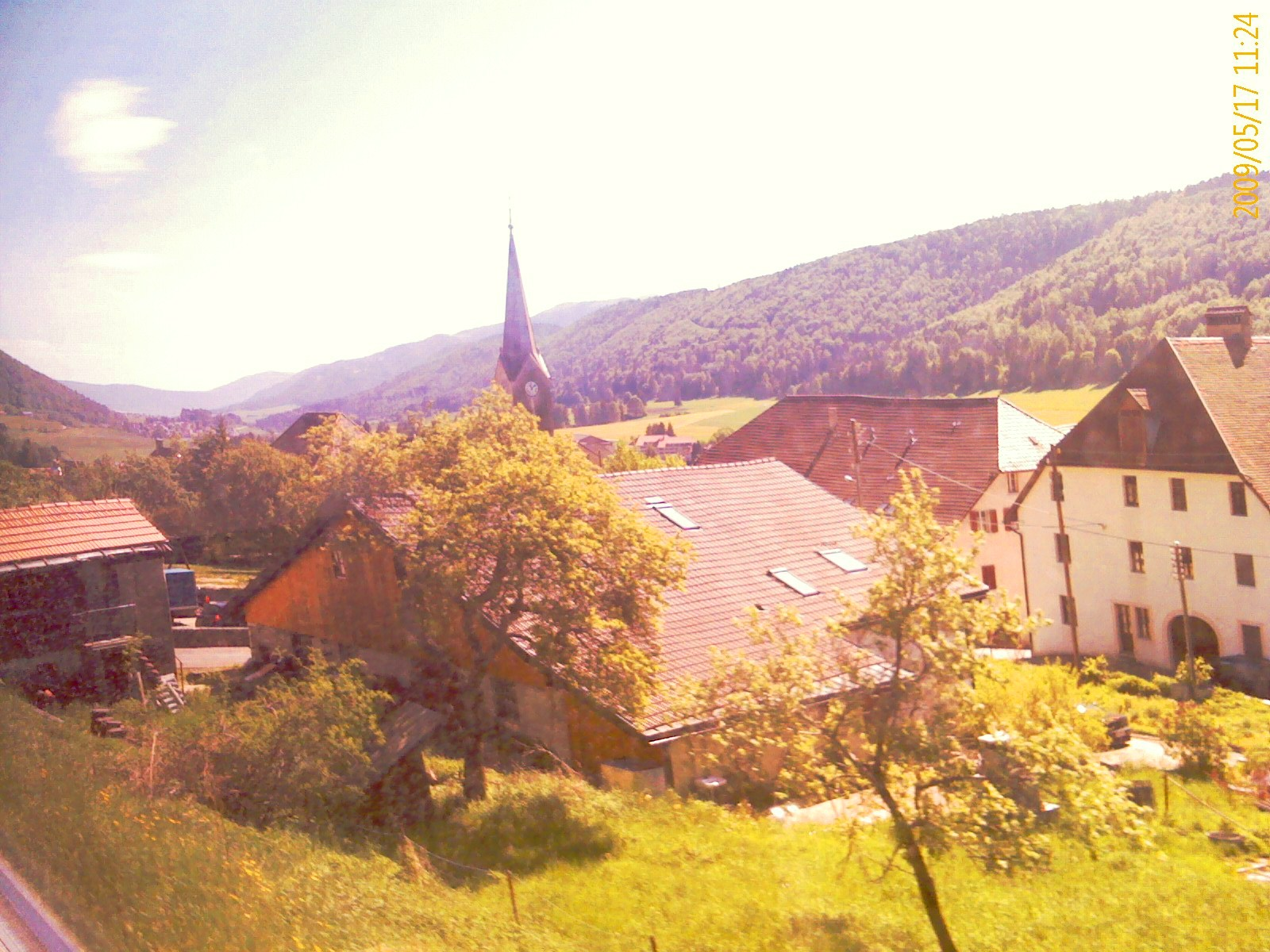
Ренан